# ピアノ協奏曲第1番 (ステーンハンマル)

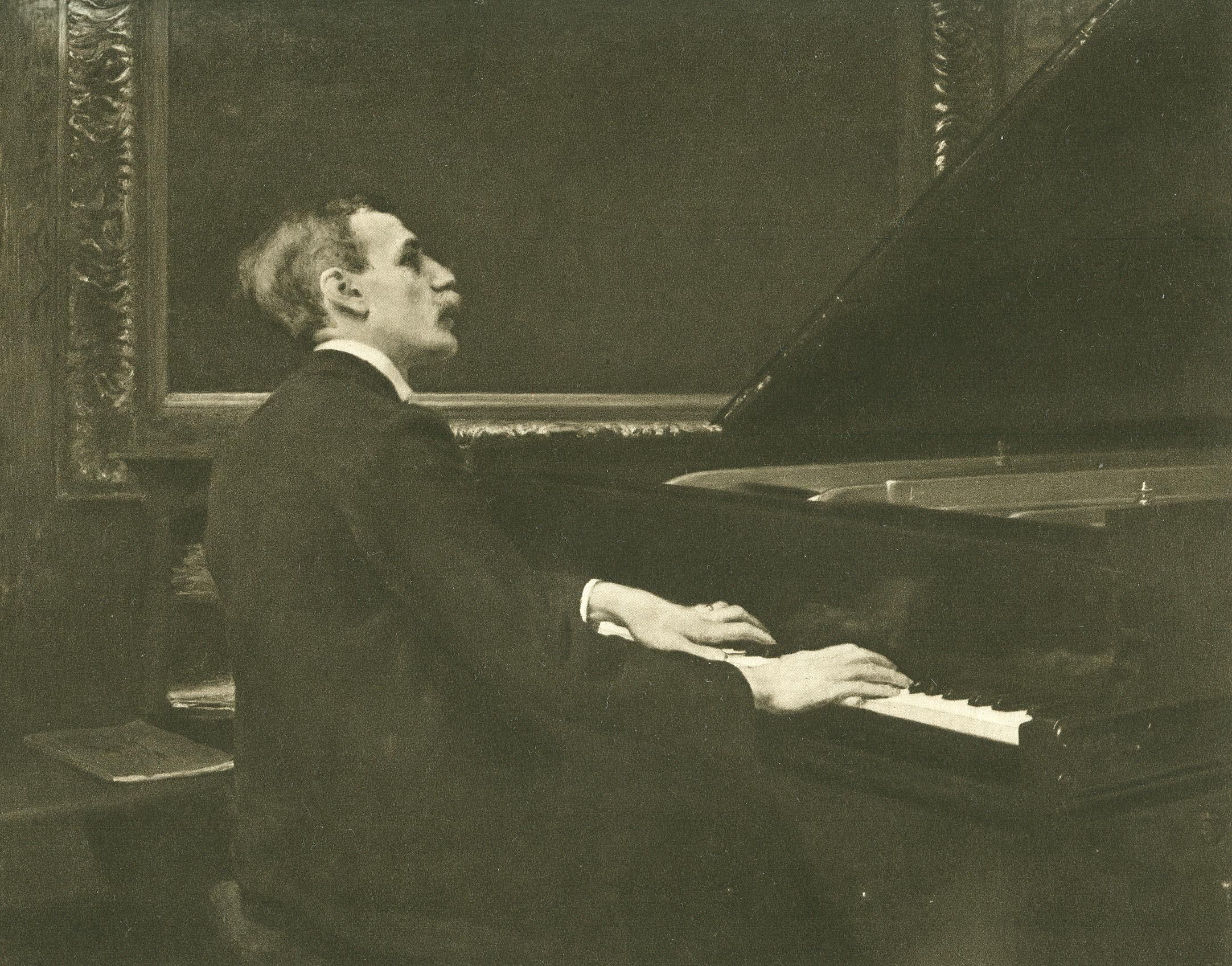
ピアノを演奏するステーンハンマル。1900年。

ピアノ協奏曲第1番 変ロ短調 作品1は、ヴィルヘルム・ステーンハンマルが作曲したピアノ協奏曲。作曲者が傾倒したブラームスの影響を示す本作は1893年の初演で称賛を浴びた。しかし、ステーンハンマル自身はピアノ協奏曲第2番の完成を機にこの作品を取り上げなくなってしまう。その後、第二次大戦の戦禍で失われたと思われていた総譜が、1990年代になってアメリカで再発見されている。

## 概要
ステーンハンマルは正式な作曲の訓練を受けることができなかったものの、ピアノについてはストックホルムで指導を受けていた。1892年2月2日にはサン＝サーンスのピアノ四重奏曲を演奏、そのすぐ後の2月8日にはブラームスのピアノ協奏曲第1番を演奏して協奏曲デビューを果たしている。これはスウェーデンにおける同曲の初演であった。当時の楽壇はブラームスのように伝統を旨とする一派と、ワーグナーやリストに代表される急進派に二分されており、ステーンハンマルはブラームスの協奏曲を選曲して自らの立場を表明したことになる。

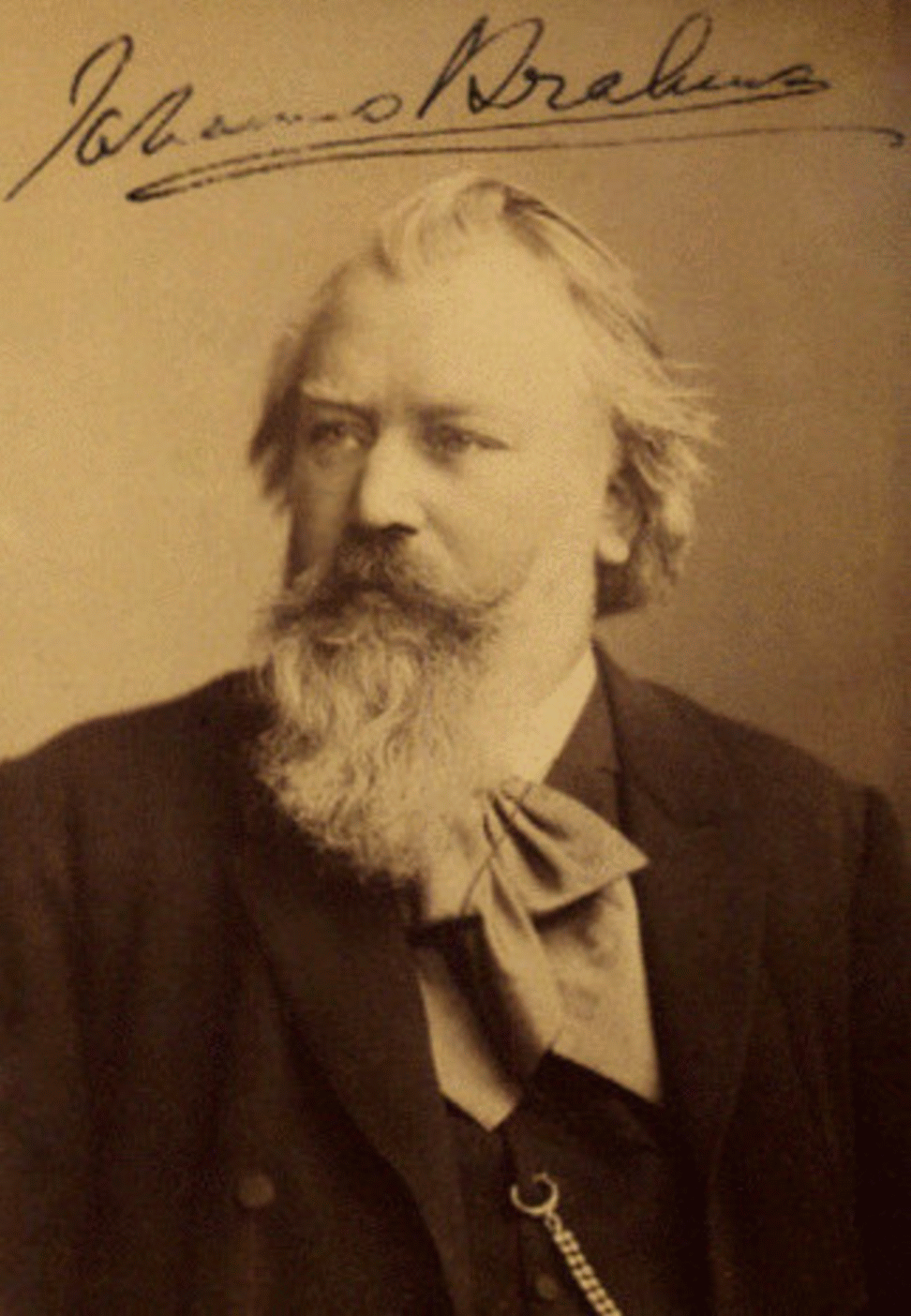
本作に大きな影響を与えたブラームス。1889年。

デビュー後にはしばらくベルリンでピアノを学び、ストックホルムへ帰って自作のピアノ協奏曲の作曲と初演に取り組む。初演は1893年3月17日にストックホルムの王立劇場で、トール・アウリンのヴァイオリン協奏曲第3番初演などを含む、オール・スウェーデン・プログラムの演奏会で行われた。既に大規模な作品を生み出していたステーンハンマルであったが、満を持してこの作品に作品番号1を与えたことは注目に値する。
果たして本作は初演から「スウェーデンは新たな一流作曲家を生み出した!」と称賛を浴びた。20世紀の終盤にも、音楽学者のロバート・レイトンがグラモフォン誌に本作の「創意は新鮮」で、ステーンハンマルは作品1にして「その自然体と温かさに称賛を集める」と賛辞を述べている。同時代の著名音楽家も作品の価値を認め、作曲者はリヒャルト・シュトラウス、アルトゥル・ニキシュ、カール・ムック、ハンス・リヒター、フェリックス・ワインガルトナーなど、錚々たる指揮者らと本作での共演を重ねた。
好評を博したにもかかわらず、作曲者本人は1908年をもって本作を自ら取り上げることをやめてしまう。その理由は同年にピアノ協奏曲第2番が発表されたからであることに疑いの余地はない。以降、散発的に他者が演奏する状態が続いていたが、第二次世界大戦中のロシアによるヴロツワフ爆撃により総譜、パート譜がともに焼失してしまう。この作品を管理するにあたり、公演ごとにヴロツワフのハイナウアー（Hainauer）社が楽譜をリースする形式になっていたことが仇となった。楽譜の出版は2台のピアノのための編曲版しか行われていなかった。作曲者の死後の1945年に妻のヘルガが作曲家のクット・アッテルベリに依頼して、翌年に2台ピアノ版とアッテルベリの記憶を基に復元された総譜が以降の演奏に用いられてきた。原典版は完全に失われたと思われていたが、1990年代はじめに音楽学者のアラン・ホがアメリカ議会図書館で写譜を発見し、出版されるとともに録音も行われている。発見された原典版とアッテルベリ版を比較すると、概して原典版はより「ドイツ的」な分厚いオーケストレーションで管楽器を重視しており、アッテルベリの再構成版では明晰さが増して音色の対比が際立たされている。
曲はさまざまな部分でブラームスの影響を受けている。『悲劇的序曲』を想起させる冒頭部の和音、2:3のクロス・リズム、4楽章構成、各楽章の調性配置が3度ずつ下降していくこと、などが具体例として列挙可能である。他にサン＝サーンスに倣ったと思しき個所などがありつつも、本作は単なる他者のアイデアの寄せ集めを超えた楽曲としてまとめあげられている。

## 楽曲構成

### 第1楽章
Molto moderato e maestoso 変ロ短調 4/4拍子
オーケストラによるブラームスの『悲劇的序曲』を彷彿とさせる2つの和音で開始し、これが楽章のモットーの役割を果たす。ただちにピアノが入ってクアジ・カデンツァのパッセージを奏する、というやり取りが2度行われる。次いでピアノがモットーの音型に始まる主題を提示する（譜例1）。
譜例1
譜例1による管弦楽、次いでピアノによる経過があり、ピアノから次なる主題が提示される（譜例2）。
譜例2
譜例2をオーケストラが引き継いで歌い、ピアノも加わって最高潮に達すると急速に静まっていく。展開部は第1主題を中心に展開される。まずトランクィロからピアノ独奏が譜例1に関連する旋律を弾きだして、次第に高揚していく。頂点で管弦楽に受け継がれてしばし歌われた後、ポキッシモ・ピウとなって譜例1による展開が続く。随所に譜例2も織り交ぜて進み、モットー音型が2倍の音価で重々しく奏される上にピアノがアルペッジョで装飾する。やがて再度ピアノの独奏となるるとアダージョから譜例2を出し、盛り上がりを築くと冒頭のモットーが帰ってくる。ただちにピアノのトレモロに乗った急速なコーダに入り、駆け足で楽章を終える。

### 第2楽章
Vivacissimo 変ト長調 6/8拍子
スケルツォ。巧みに書かれており、前の楽章とは鮮やかな対比を成す。この楽章の軽妙さには、サン＝サーンスのピアノ協奏曲第2番、第2楽章スケルツォの影響が感じられる。まず管弦楽が軽やかに譜例3を奏し、ピアノも模倣する。
譜例3
大きく発展することなく、譜例4の新しい主題へと移行していく。
譜例4
簡単な経過を挟んで譜例3が再現されたかと思われた矢先、ロ短調の新主題が登場する（譜例5）。
譜例5
譜例5が対位法的な扱いを受けることで、多少の重々しさが演出される。しかし、長らく引きずることはなく、やがて譜例3が再現して譜例4も続き、さらに譜例5も再現される。譜例3によるコーダが置かれ、軽快な様子のまま弱音で閉じられる。

### 第3楽章
Andante イ長調 3/4拍子
ホルンソロが譜例6を奏して楽章が開始する。この、聴き手に北欧の気候を思い起こさせるような箇所では、作曲者のオリジナルとアッテルベリの再現版の楽器法が一致している。
譜例6
譜例6が受け渡されて十分に歌われるとピアノが独奏で入ってくる。当初新しいエピソードを奏しているようであるが、やがて管弦楽の奏する譜例6と一体化する。その対話から2つ目の主題が導き出される（譜例7）。
譜例7
ピアノは装飾的な音型を中心とするようになり、やがて重音主体の動きに代わって静まっていく。譜例6がイ短調で出されてにわかに緊張が高まるが、譜例7が後続して和らいでいく。重音主体のエピソードを経て、ピアノのアルペッジョの装飾を背景に譜例6が出る。最後は弦楽器のアラベスクに繊細なピアノが合わさり、静かに楽章の幕を下ろす。

### 第4楽章
Allegro commodo 変ロ短調〜変ロ長調 2/4拍子
北欧のトロールを想起させるような主題により幕を開ける（譜例8）。
譜例8
管弦楽が譜例8を引き受け、主題に基づく経過がある。次いでポキッシモ・ソステヌートとなりピアノから譜例9の新しい主題が提示される。
譜例9
ポコ・ピウ・アニマートとなってコデッタが形成される。元のテンポに戻って譜例8による展開が開始される。途中、速度を上げて進められていき、やがて譜例9が再現される。やはりポコ・ピウ・アニマートのコデッタが置かれた後から、ピアノが管弦楽のサポートを得ながら4オクターヴの音域を用いて譜例8を堂々と再現する。クライマックスを迎えると静まっていき、アンダンテ・コン・モートとなってコラール風の新しい旋律が導入される（譜例10）。その由来については第2主題の変形であるという意見や、作曲者の歌曲「Lutad mot gärdet」作品8-1からの引用であるという意見がある。なお、アッテルベリ版ではオーボエとファゴットがあてがわれていたが、楽譜の発見によりステーンハンマルのオリジナル版はフルートとクラリネットの二重奏であったことが判明した。
譜例10
以降、弦楽器、ピアノ独奏と譜例10が受け渡されて歌われていく。アジタートから譜例8によるエピソードが挿入されるが、まもなく譜例10による結尾がもたらされて明るさの中に全曲を締めくくる。